# Барсков, Олег Васильевич
Олег Васильевич Барсков (30 сентября 1935, посёлок Саввино, Реутовский район Московской области, ныне в составе города Балашиха — 14 мая 2002, Рига) — латвийский виолончелист, композитор и музыкальный педагог.

## Биография
Окончил Латвийскую государственную консерваторию (1958) по классу виолончели Эвальда Берзинского, изучал также композицию под руководством Валентина Уткина. Во время учёбы в консерватории, будучи членом комитета комсомола, отстоял вместе со скрипачкой Ритой Талане от отчисления талантливого, но злоупотреблявшего спиртным пианиста Раймонда Паулса, взяв его на поруки.
В 1953—1998 гг. (с перерывом) играл в оркестре Латвийского театра оперы и балета, с 1990 г. концертмейстер виолончелей.
В 1957 году стал лауреатом Всесоюзного конкурса музыкантов-исполнителей.
В перерыве в 1963—1975 гг. играл в Симфоническом оркестре радио и телевидения Латвийской ССР.
Член Союза композиторов Латвийской ССР (с 1963 г.).
С 1979 года преподавал камерный ансамбль в Латвийской государственной консерватории.

## Творчество
Наиболее заметная часть творчества Барскова — его балеты. Дебютная работа Барскова в этой области, хореографическая миниатюра для одного исполнителя «Гадкий утёнок» по одноимённой сказке Г. Х. Андерсена (1961), была расценена музыковедом Т. А. Курышевой как представляющая большой интерес. Следующая — одноактный балет «Пан и Сиринга» (1962), по древнегреческой легенде, — расценивалась как обнадёживающая; годом позже это произведение было поставлено в Латвийском театре оперы и балета в рамках вечера трёх одноактных балетов (вместе с «Радугой» Рингольда Оре и «Кубинскими мелодиями» Раймонда Паулса), работа над постановкой Барскова стала первой крупной хореографической работой балетмейстера Александра Лемберга. Третий и самый крупный балет Барскова, «Золото инков» (1967), считался в советском музыковедении значительным событием:
В этой партитуре проявилось яркое, образное мышление О. Барскова, его уверенное владение средствами симфонической драматургии. Героический эпизод из истории освободительной борьбы народов Америки против испанских колонизаторов в XVI веке обусловил гуманистический пафос произведения, а оригинальность музыкально-выразительных средств определила его современное звучание.
Постановку балета осуществили в 1969 году Лемберг и Тамара Витынь, дирижировал премьерой Арвидс Звагулис, главные партии танцевали Марта Билалова и Артур Экис. Эта постановка, «масштабная, эмоциональная, пластически выразительная», пользовалась большой популярностью. Позднее Барсков планировал сюиту из своей музыки к балету, но так и не завершил эту работу; клавирную версию сюиты исполнил впервые Вентис Зилбертс.
Продолжая работать в области балета, Барсков написал также одноактный «Монолог леди Макбет» (1970, поставлен Лембергом в 1983 году) и «Ночной полёт» (1979, по одноимённой книге Антуана де Сент-Экзюпери).
Среди других произведений Барскова — концерт для гобоя с оркестром (1963, вторая редакция 1970), Concerto grosso (1962, вторая редакция 1967), два струнных квартета, цикл «Бахиана» из двух сонат для флейты и виолончели (первую из них автор записал в 1969 году вместе с флейтистом Альбертом Рацбаумом), хоровой цикл на стихи Сергея Есенина «Времена года», фортепианные пьесы, песни, театральная музыка. В основном композицией Барсков занимался в 1960-е гг. Его музыка, особенно ранняя, тяготела к неоклассицизму, развивая музыкальные идеи Сергея Прокофьева.
Олег Барсков скончался 14 мая 2002 года и погребён на кладбище Улброкас под Ригой.